# Zorzines atrogrisea
Zorzines atrogrisea är en fjärilsart som beskrevs av Inoue 1992. Zorzines atrogrisea ingår i släktet Zorzines och familjen nattflyn. Inga underarter finns listade i Catalogue of Life.